# The hopper
|  | Denne artikel er oprettet af botten PalnaBot ud fra en ekstern database. Den kan derfor have sproglige fejl eller mangler. Denne skabelon kan fjernes efter kontrol af indholdet. |

The hopper er en animationsfilm instrueret af Alex Brüel Flagstad efter manuskript af Alex Brüel Flagstad.

## Handling
Sekstenårige Dexter bor hos sin mormor i Baltimore. En nat beslutter han og vennen Kevin sig for at røve den lokale pusher. Tingene går ikke efter planen, og volden spinder helt ud af kontrol.